# Labena osai
Labena osai là một loài tò vò trong họ Ichneumonidae.